# Belas Knap

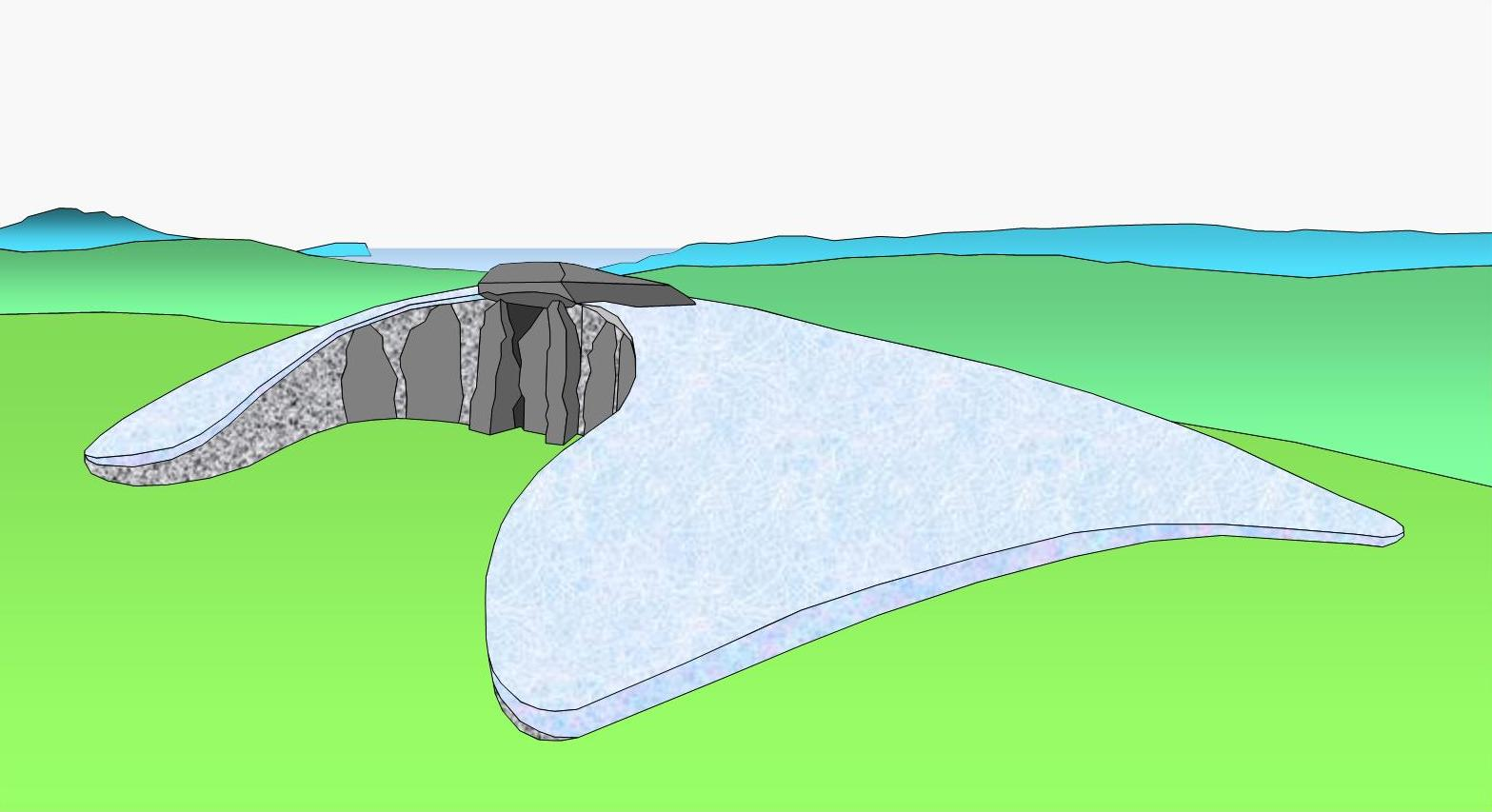
Schema Cotswold Severn Tomb

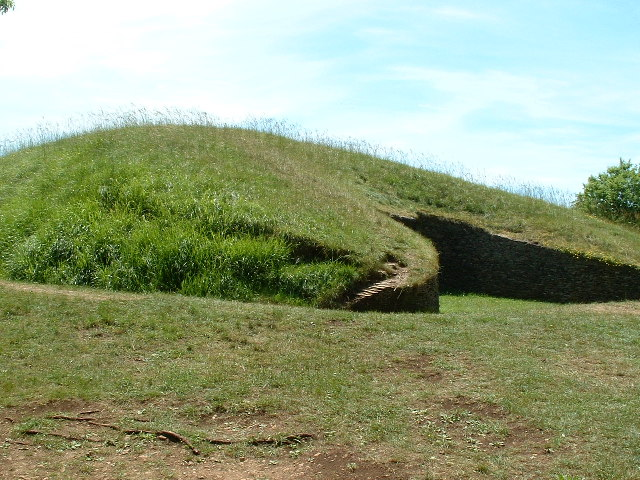
Belas Knap

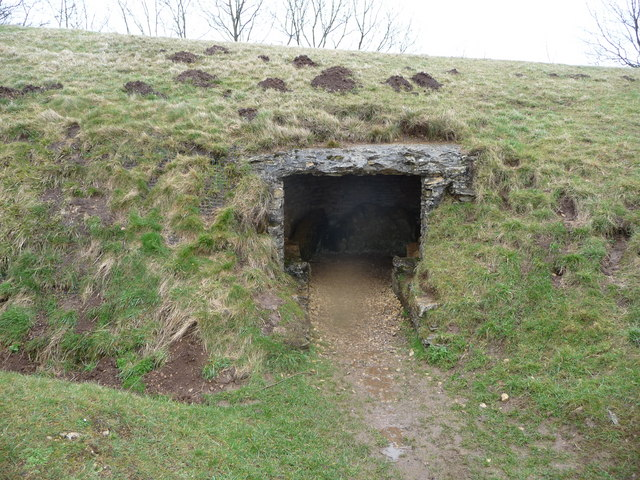
Westkammer

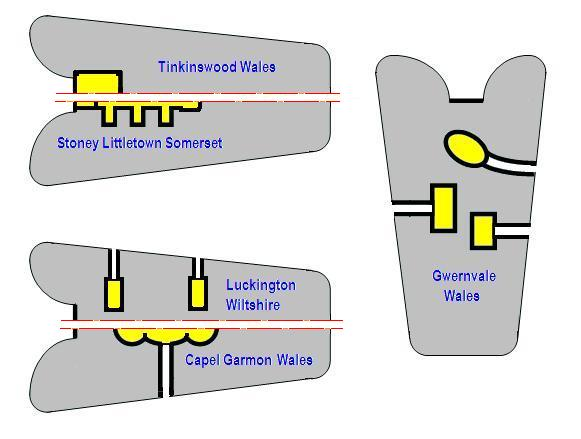
Muster von Cotswold Severn Anlagen

Belas Knap ist eine Megalithanlage des Typs Cotswold Severn Tomb. Sie liegt auf dem Cleeve Hill, drei Kilometer südlich von Winchcombe, am Winchcombe Way, in Gloucestershire in England. Cotswold Severn Tombs liegen zu beiden Seiten des Flusses Severn und in Wales, mit der höchsten Konzentration in Gloucestershire. 
Der Ursprung des Namens ist unklar. Knap ist ein rundlicher Hügel, die Bezeichnung stammt aus dem Schottischen.

## Ausgrabungen
Belas Knap wurde 1929 durch Sir James Berry (1860–1946) ergraben.

## Klassifizierung
Eine Einstufung der Cotswold-Severn Tombs wurde im Jahre 1869 von Thurnam (1810–1873) vorgenommen. 1922 wurde sein Plan von Osbert Guy Stanhope Crawford (1886–1957) und 1950 von Glyn Daniel (191401986) geändert. Das Unterscheidungsmerkmal bei allen Anlagen ist, das zwischen endständig und seitlich gekammerten Hügeln unterschieden wird. Für die Unterkategorisierung wird die Analyse der Kammern herangezogen. Die Gruppe ist bezüglich der Kammerform sehr heterogen. Gemeinsames Merkmal ist die trapezoide Hügelform und die hohe Qualität des Trockenmauerwerks der Hügelverkleidung, für die Belas Knap ein hervorragendes Beispiel ist.

## Der Vorhof
Belas Knap hat den üblichen trichterförmigen Vorhof, mit hohen Mauern an der Fassade, die in niedriger Form auch den Resthügel einfassen. In der Mitte der Fassade befindet sich ein falscher Eingang, als Trilith mit einer großen Türtafel. Der Unterteil des Trockenmauerwerks und der Scheintür ist original. Der Sturz ist ein moderner Ersatz. Andere Cotswold-Severn Tombs mit seitlichen Kammern haben ebenfalls falsche Eingänge.

## Kammerkonstruktionen
Vier Kammern (B, C, D und E oder 1 bis 4) sind vorhanden. Drei liegen in den Längsseiten, während E oder 3 vom Hügelende ausgeht.

### Kammer B
Kammer B (oder 2) hat den verbreiteten langrechteckigen Grundriss und weist oberhalb der niedrigen Orthostaten (wie der Tumulus von Kercado in der Bretagne) Trockenmauerwerk auf, die Steine im hinteren Bereich der Kammer sind besonders klein. Die einen Meter breite Kammer verengt sich ab der Mitte ihrer Länge. Der Unterschied zwischen beiden Abschnitten wird durch eine quer gestellte Platte verstärkt. Kammer B hatte eine flache Decke, lediglich der Zugang war mit einem Kraggewölbe versehen. 

### Kammern C und D
Die gegenüberliegenden Kammern C und D (1 und 4) an den Hügelseiten sind polygonal, etwa zwei Meter breit und haben kurze Gänge. Ein polygonaler Grundriss ist bei Hügeln mit lateralen Kammern ungebräuchlich. Die Kammern bestehen aus fünf bzw. sechs Orthostaten, deren Lücken mit Trockenmauern gefüllt sind. Das nicht zu belegende Dach soll ein Kraggewölbe gewesen sein, es ist jedoch flach rekonstruiert worden. Die schmalen Gänge bestehen aus Trockenmauern. Die vermutlich verschobenen Seitensteine in Kammer C zeigen ausgehöhlte Kanten. Es ist möglich, dass sie den Zugang bildeten. Seelenlochzugänge wurden auch bei anderen Cotswold-Severn Tombs mit seitlichen Kammer gefunden, im Windmill Tump bei Rodmarton (in der Nord- und Südkammer) und in der Giant’s Cave bei Luckington (in den Kammern A und B).

### Kammer E
Die Form der Kammer E (3) ist unklar, da sie während früherer Ausgrabungen gestört wurde. Die heutige Rekonstruktion als gerader Gang aus Trockenmauerwerk mit großem Endstein ist falsch. Alte Zeichnungen zeigen eine polygonale Kammer aus Trockenmauerwerk. Die Hügelverkleidung setzte sich ungebrochen über den Eingang der Kammer fort.

## Struktur
Der rekonstruierte Hügel ist heute etwa 55 m lang, an der breitesten Stelle 18,5 m breit und am nördlichen Ende etwa vier Meter hoch. Die Ausgrabungen haben gezeigt, dass der Hügel ursprünglich über 60 m lang und über 25 m breit war. Gräben neben den Anlagen, die als Steinbruch dienten, sind Merkmal der Cotswold Severn Tombs.
Der mit Sorgfalt errichtete Cairn hat eine innere Struktur. Es ist möglich, dass die Cairns mit flachen Steinen bedeckt waren, ein Aufbau, der am Windmill Tump zu erkennen war. Während der Ausgrabungen der 1860er Jahre wurde auf der Längsachse ein Graben durch den Cairn gezogen. Er begann hinter dem falschen Portal und verlief bis zu einem Graben, der (neben Kammern C und D) quer durch den Hügel angelegt wurde. An der Kreuzung der Gräben lag ein Steinkreis von 2,2 m Durchmesser. Der Boden rund um die Steine war mit Asche getränkt. Bei einer Nachgrabung im Jahre 1929 fand sich allerdings keine Spuren des Kreises. Bemerkenswert war die Erkenntnis, dass die Kammern zunächst getrennt, jede mit eigenen Hügel errichtet wurden, bevor sie in den Cairn integriert wurden. Corcoran weist in seinem Bericht über die Cairns darauf hin, dass die häufigste Form der Kammern von seitlich gekammerten Anlagen von Passage Tombs nicht zu unterscheiden ist. Das betrifft auch die Kammern C und D von Belas Knap vor ihrer Aufnahme in den Cairn. 
Falls es diese freistehenden Einheiten vor dem Bau des Steinhaufens gab, könnte dies einige Besonderheiten von Belas Knap erklären. Die Mehrheit der Cotswold-Severn Tombs ist nordost-südwest ausgerichtet, sehr wenige sind, wie Belas Knap, nach Norden ausgerichtet. Wenn allerdings die Kammern C, D, evtl. auch B vorhanden waren, blieb nur der Norden als Möglichkeit. Das Cairnende ist etwa um 10 Grad von der Achse des Cairns abgewinkelt. Diese Verzerrung kann erforderlich gewesen sein, um die bestehende Kammer E in den Hügel zu integrieren.

## Funde
Die wichtigsten Funde von Belas Knap waren Mengen menschlicher Knochen. Die Aufzeichnung aus dem Frühjahr 1863 beschreibt die Hebung einer großen Platte an der südöstlichen Ecke des Hügels. Hier fanden sich die Überreste von vier Skeletten, darunter zwei Schädel. Das waren wohl die Reste der Kammer B. Die Aufmerksamkeit richtete sich dann auf das nördliche Ende und man deckte den Vorplatz und den falschen Eingang auf. Bei der Entfernung des Sturzes wurden die Überreste von fünf Kindern und einem Tier gefunden. Kammer C enthielt die Überreste von 12 und Kammer D die von 14 Skeletten. Später Ausgrabungen präzisierten das Bild und schließlich ergaben sich die Überreste von 38 Personen. Ein interessantes Ergebnis in Kammer C war ein vollständiges Skelett nahe dem Eingang, während die anderen in der Kammer miteinander vermischt waren. Andere Cotswold Severn tombs zeigten ähnliche Muster, intakte Skelette in der Nähe des Eingangs mit gemischten Knochenhaufen im Inneren. Dies könnte das Ergebnis einer Dekarnation im Eingangsbereich sein. Obwohl die genaue Art der Bestattung wahrscheinlich nie vollständig verstanden werden wird, bleibt die Tatsache, dass die Knochen innerhalb der Kammern über einen längeren Zeitraum manipuliert bzw. ergänzt wurden. Andere Funde waren spärlich. Römische Töpferware, eine Knochenschaufel, ein paar Feuersteine sowie zwei kleine römische Bronzemünzen aus dem späten 3. Jahrhundert. Unter den Funden aus Belas Knap führten vor allem die Erwachsenenschädel von dem falschen Eingang zu Diskussionen. 

## Thurnams Schädelrätsel
Der Arzt John Thurnam (1810–1873) untersuchte im 19. Jahrhundert die Schädelfunde vorgeschichtlicher Grabhügel und bemerkte eine scharfe Trennung zwischen Schädeln aus Rundhügeln und Langhügeln. Dies veranlasste ihn zu dem Satz: „Long Barrows, lange Schädel, Round Barrows, runde Schädel“. Er untersuchte 17 Schädel von Belas Knap. Das war die größte Anzahl aus einem Langhügel. Er stieß auf eine Anomalie, die seine Theorie in Frage stellte, denn einer der Schädel war rund. Der vor dem falschen Eingang gefundene männliche Erwachsenenschädel hatte alle Eigenschaften der brachyzephalen Schädel, die in der Regel nur in glockenbecherzeitlichen Rundhügeln gefunden werden. Die Feststellung sorgte für Diskussionen. Sehr viel später wurden die Knochen aus Belas Knap mit der Radiokohlenstoffmethode datiert. Die Ergebnisse lagen, in Übereinstimmung mit den Ergebnissen aus anderen Cotswold Severn Tombs, im Bereich zwischen 4000 und 3700 v. Chr. Das Ergebnis des runden Schädels lag in der Mitte. Er war auf jeden Fall zeitgleich mit den Langschädeln, und mehr als tausend Jahre jünger als die Rundschädel der Glockenbecherkultur.
Thurnams Aussage wurde 1990 umfassend überprüft und bestätigt.